# Kärrärtmussla
Kärrärtmussla (Pisidium personatum) är en musselart som beskrevs av Malm 1855. Kärrärtmussla ingår i släktet Pisidium, och familjen ärtmusslor. Enligt den finländska rödlistan är arten nära hotad i Finland. Arten är reproducerande i Sverige. Artens livsmiljö är sjöar.